# Carré d'or
On a appelé Carré d’or ou Palace d'or (en anglais Golden Square) le groupe des quatre généraux irakiens nationalistes, dont Salah al-Din al-Sabbagh, commandant de la 3e division irakienne, postée autour de Bagdad,  qui participèrent, avec Rachid Ali al-Gillani,  à la tentative de coup d'État de 1941 au sein du royaume d'Irak,. Le nationalisme du Carré d'or s'exprimait dans un écrit de Salah al-Din al-Sabbagh: " Je ne crois pas dans la démocratie des Anglais, ni dans le nazisme des Allemands, ni dans le bolchevisme des Russes. Je suis un musulman arabe." D'après l'historien Christian Destremau, les généraux du Carré d'Or n'étaient pas pro-nazis, même s'ils étaient impressionnés par les succès d'Adolf Hitler, c'étaient surtout des nationalistes ardents qui désiraient l'indépendance totale de leur pays, alors sous tutelle de la Grande-Bretagne.